# Liste der Monuments historiques in Champvoisy
Die Liste der Monuments historiques in Champvoisy führt die Monuments historiques in der französischen Gemeinde Champvoisy auf.

## Liste der Objekte
| Bezeichnung                 | Beschreibung           | Standort                                         | Kennzeichnung | Schutzstatus | Datum | Bild |
| --------------------------- | ---------------------- | ------------------------------------------------ | ------------- | ------------ | ----- | ---- |
| Skulptur Heiliger Sebastian | Stein, 14. Jahrhundert | außen an der Kirche Nativité-de-la-Vierge (Lage) | PM51002482    | Inscrit      | 1977  |      |